# Сегерс, Геркулес
Геркулес Сегерс (нидерл. Hercules Pieterszoon Seghers, Segers; ок.1589, Харлем — ок.1638, Гаага) — голландский живописец и гравёр, мастер цветного офорта, и торговец произведениями искусства фламандского происхождения. Зегерса считают новатором печатной графики. Он вывел на рынок цветные офорты, напечатанные с одной доски и раскрашенные от руки, а также небольшие картины «кабинетного» формата. С XIX века, когда к его работам возник большой интерес, он был известен как Зегерс, хотя в документах XVII века этого художника обычно называют Сегерсом.

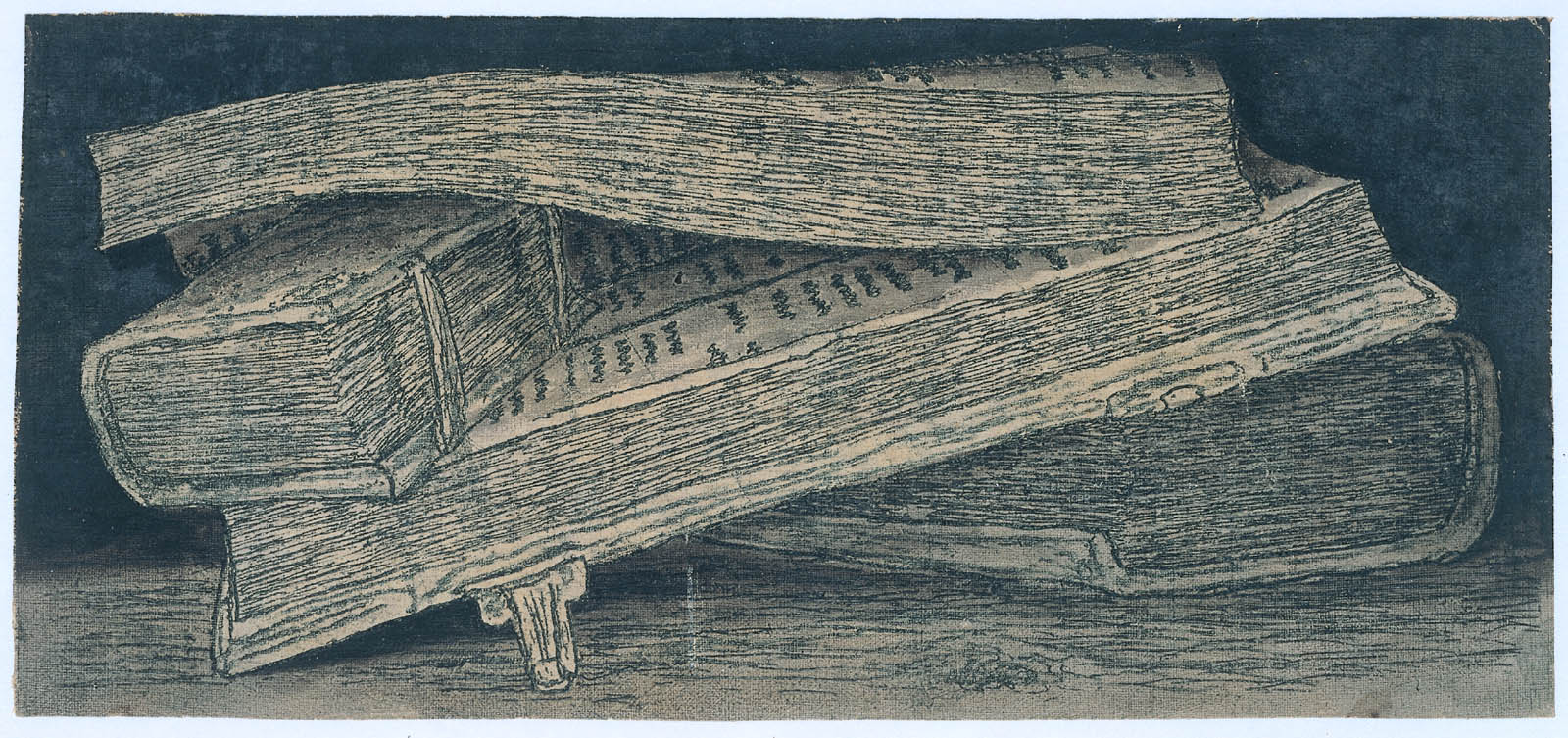
Стопка книг. Офорт

## Биография

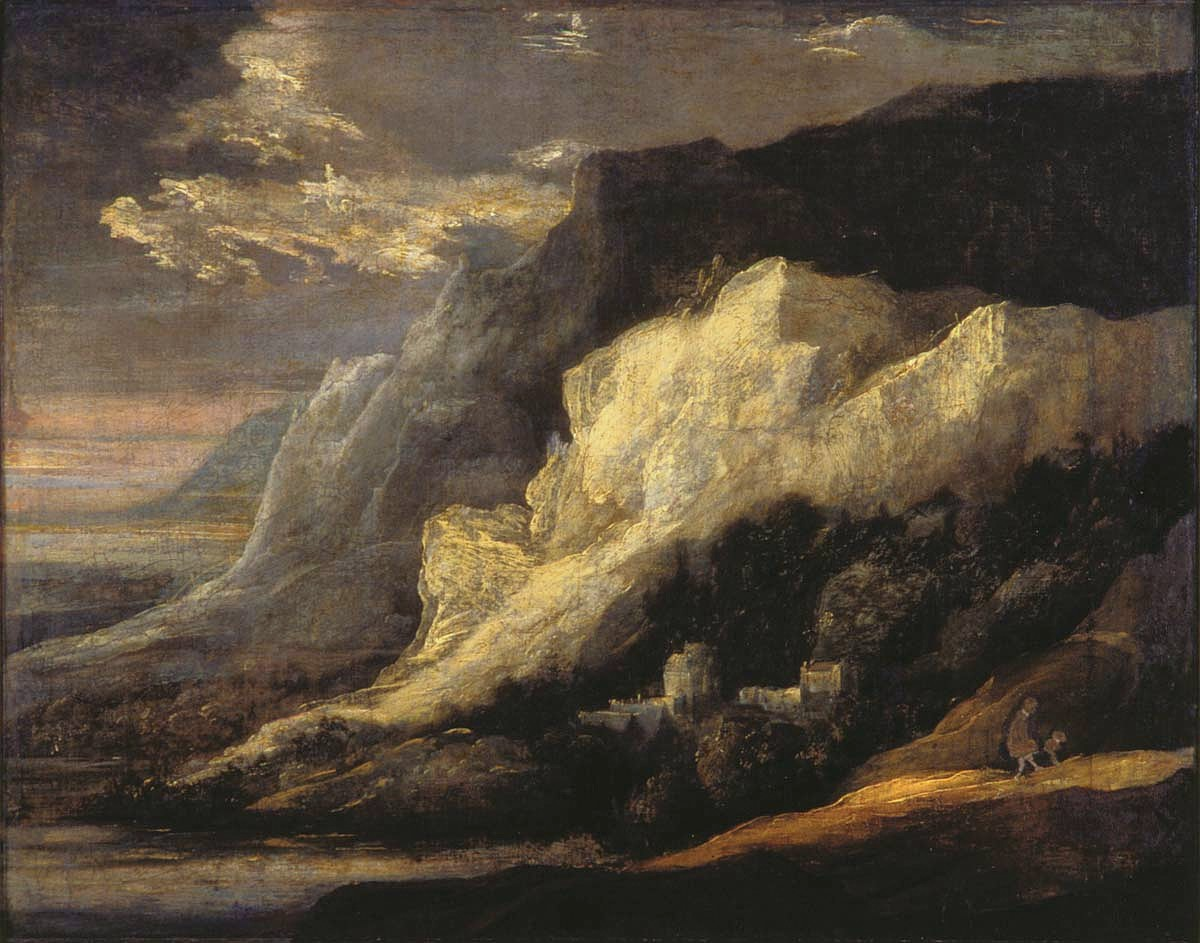
Горный пейзаж. Холст, масло. Ева Клабин музей, Рио-де-Жанейро, Бразилия

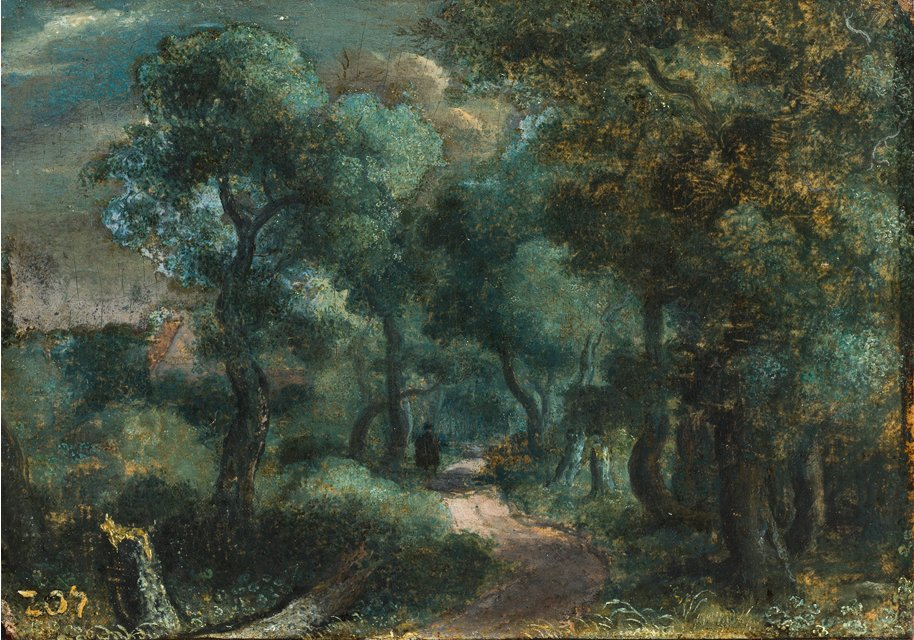
Лесная тропа. Холст на дереве, масло. Частное собрание

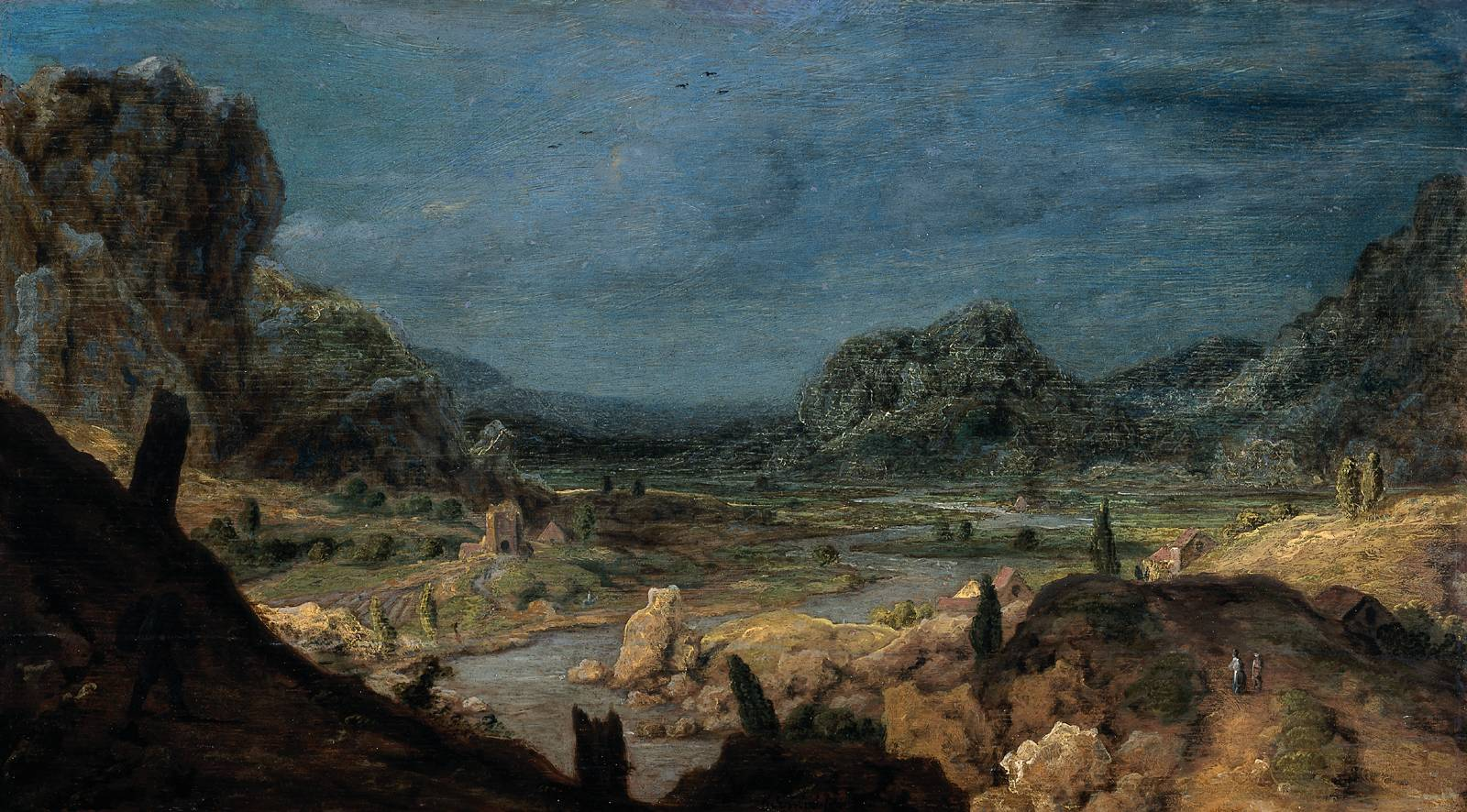
Речная долина. Ок. 1626. Дерево, масло. Рейксмюсеум, Амстердам

Геркулес Сегерс был сыном Питера Сегерса — фламандского иммигранта-меннонита, торговца из Гента, — и его жены Кателийны Геркулес, бежавших в 1596 году из Южных Нидерландов, в Голландию, в Амстердам. Геркулес поступил в ученики к известному в то время живописцу-пейзажисту Гиллису ван Конинкслоо Третьему. Неизвестно, где Сегерс продолжил обучение после смерти своего учителя в 1606 году и какой художник научил его офорту.
После смерти отца в 1612 году Геркулес Сенерс вернулся в Харлем, был принят там в Гильдию Святого Луки. Затем жил в Амстердаме, в 1615 году женился на Анне ван дер Брюгген из Антверпена; она была на шестнадцать лет старше, и, скорее всего, не была матерью его ребенка. В 1619 году Геркулес купил большой дом на Линденграхте в Йордаане в Амстердаме, который он назвал Водой Валленде (Vallende Water). Из окна своей мастерской он смотрел на тогда ещё незаконченную «Северную церковь» (Нордеркерк), которую он изобразил на гравюре «Вид на Нордеркерк».
В конце 1620-х годов Сегерс столкнулся с финансовыми трудностями и в 1631 году вынужден был продать свой дом. В 1633 году он переехал в Утрехт и занялся торговлей гравюрами и картинами. Затем он переехал в Гаагу, где, возможно, скончался около 1638 года, по словам его первого биографа Самюэла ван Хогстратена, потому что он «… хотел заглушить свою печаль [из-за бедности] вином, и однажды вечером он по обыкновению выпил, будучи пьяным, пришёл домой, но упал с лестницы и умер…».

## Творчество
Геркулес Сегерс считается последователем фламандского пейзажиста Йооса де Момпера. Он также известен полуфантастическими пейзажами и натюрмортами («Стопка книг»), во многом предвещающими стилистику романтизма, как, например, в картине Речная долина.
Сегерс был первым европейским художником, начавшим в 1620-х годах создавать цветные офорты. Он много экспериментировал. Сегерс печатал свои офорты с одной доски на тонированную бумагу или предварительно загрунтованную ткань, применяя разноцветные чернила (либо разжиженную масляную краску). Каждый отпечаток подвергался дополнительной обработке, поэтому два отпечатка одной и той же офортной доски выглядят по-разному. Сегерс также использовал после травления «сухую иглу», а для раскраски акварель, разрезал и склеивал отпечатки, создавая каждый раз новые композиции. Такие приёмы создавали характерные живописные эффекты, часто усиливаемые за счёт использования ломаных и как бы полустёртых линий и штрихов, которые стали «визитной карточкой» Сегерса. Он также использовал «дуплексные краски» (дающие в света́х и тенях различные оттенки) с так называемыми «затяжками» тона. Затем он «проходил» оттиски кистью акварелью или гуашью, придавая им вид живописи. Очевидно, что столь сложный метод был разработан им самим. Известно около 184 оттисков, напечатанных с 65 различных пластин.
На его гравюрах изображены наполненные мрачной фантастикой скалистые горные пейзажи, напоминающие лунный ландшафт, уголки леса с замшелыми деревьями, виды равнин, замков и руин, морские пейзажи. «Произведения Сегерса обнаруживают известную связь с живописью и графикой мастеров дунайской школы XVI века… В Санкт-Петербургском Эрмитаже имеются великолепные образцы его горных пейзажей, отпечатанные в характерном для него „ночном“ колорите синеватой краской на тонированной розовым бумаге… Однако офорты Сегерса ещё нельзя назвать цветными гравюрами в прямом смысле слова».
Своим творчеством Сегерс повлиял на Яна ван Гойена и Руланта Рогмана.

## Сегерс и Рембрандт
Рембрандт высоко ценил необычные офорты Сегерса; в 1656 году в его доме и мастерской имелось несколько его картин и гравюр. Одну из гравюр Сегерса («Товия и ангел», вероятно, уже после смерти автора) Рембрандт переработал: он «стёр» шабером отдельные части изображения и дополнил пластину в некоторых частях. Он также использовал эту композицию в своём «Бегстве в Египет». Кроме того, он нередко прибегал к техническим приёмам и находкам Сегерса в своих пейзажных мотивах. Ученики Рембрандта в его мастерской также испытали некоторое влияние творчества Сегерса. Один из его учеников, Самюэл ван Хогстратен, написал первую биографию Сегерса. Можно предположить, что работы Зегерса были темой обсуждений в мастерской Рембрандта.

## Интересные факты
В XX веке творчество Сегерса привлекло внимание Ива Бонфуа и Андре дю Буше. Ему посвящён цикл стихов Ханса Фаверея. Немецкая писательница Анна Зегерс (урожденная Нетти Радвани) сделала своим псевдонимом фамилию нидерландского художника.

## Галерея

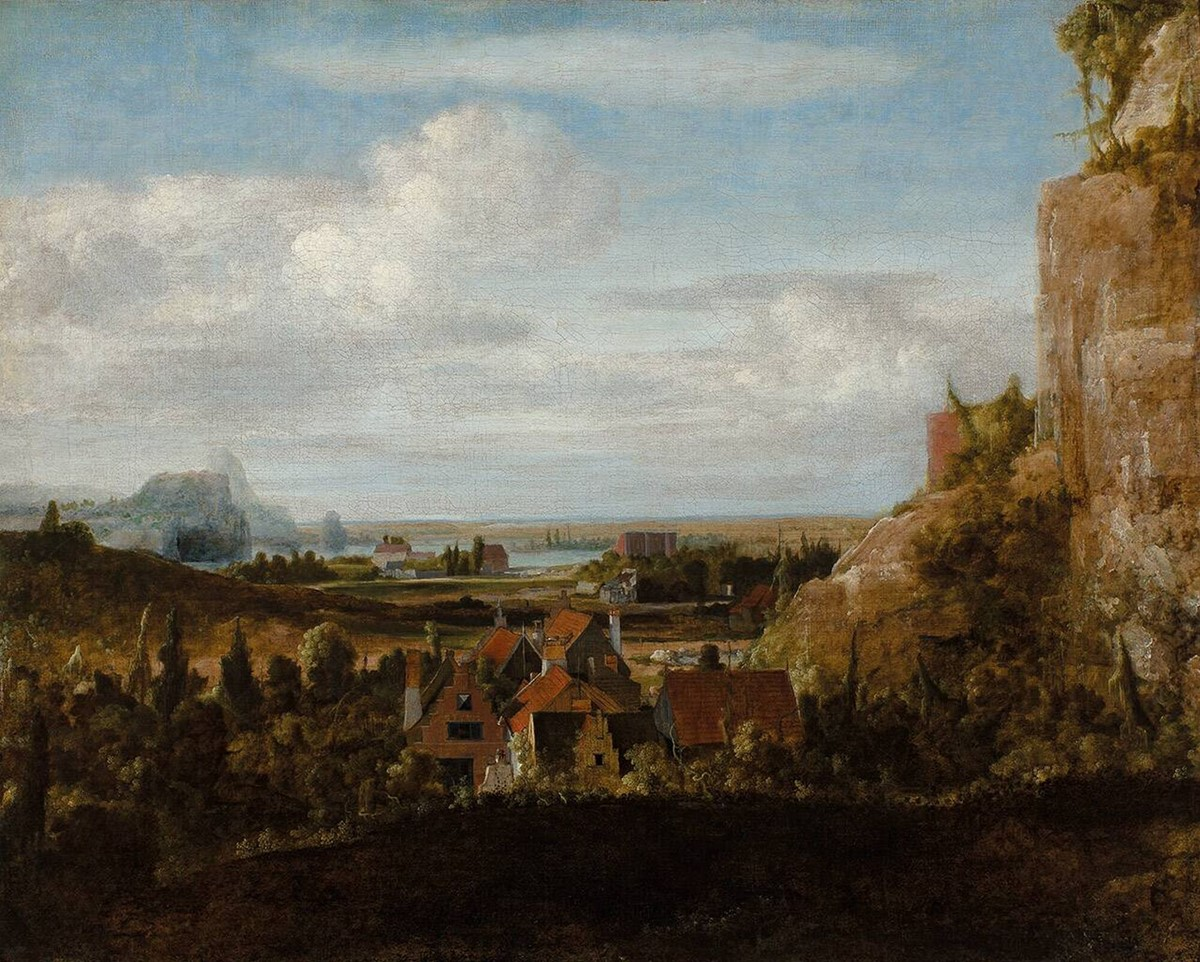
Речная долина с группой домов. Ок. 1625. Холст, масло. Музей Бойманса-ван Бёнингена, Роттердам
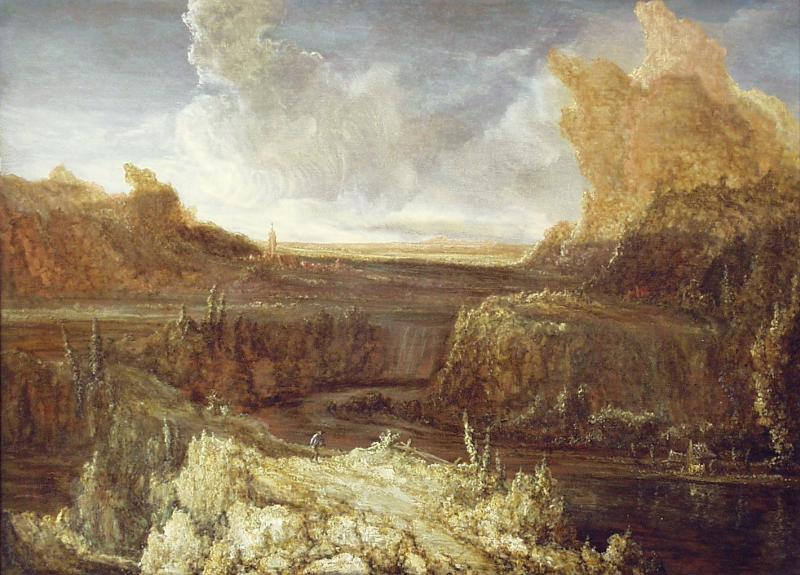
Горный пейзаж. Ок. 1650. Дерево, масло. Музей Бредиуса, Гаага
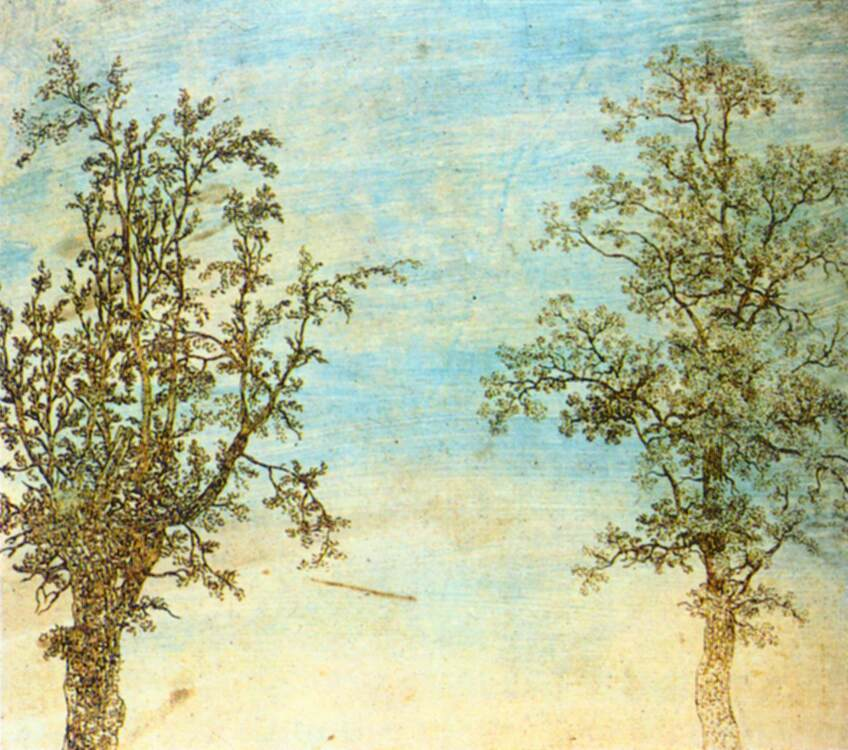
Два дерева. Между 1620 и 1630. Офорт, раскраска. Рейксмюсеум, Амстердам
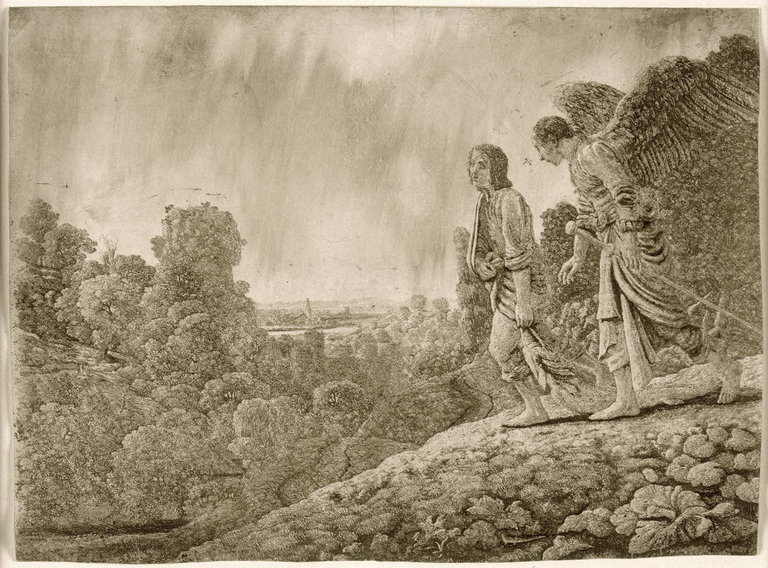
Товия и ангел. Офорт. Лувр, Париж
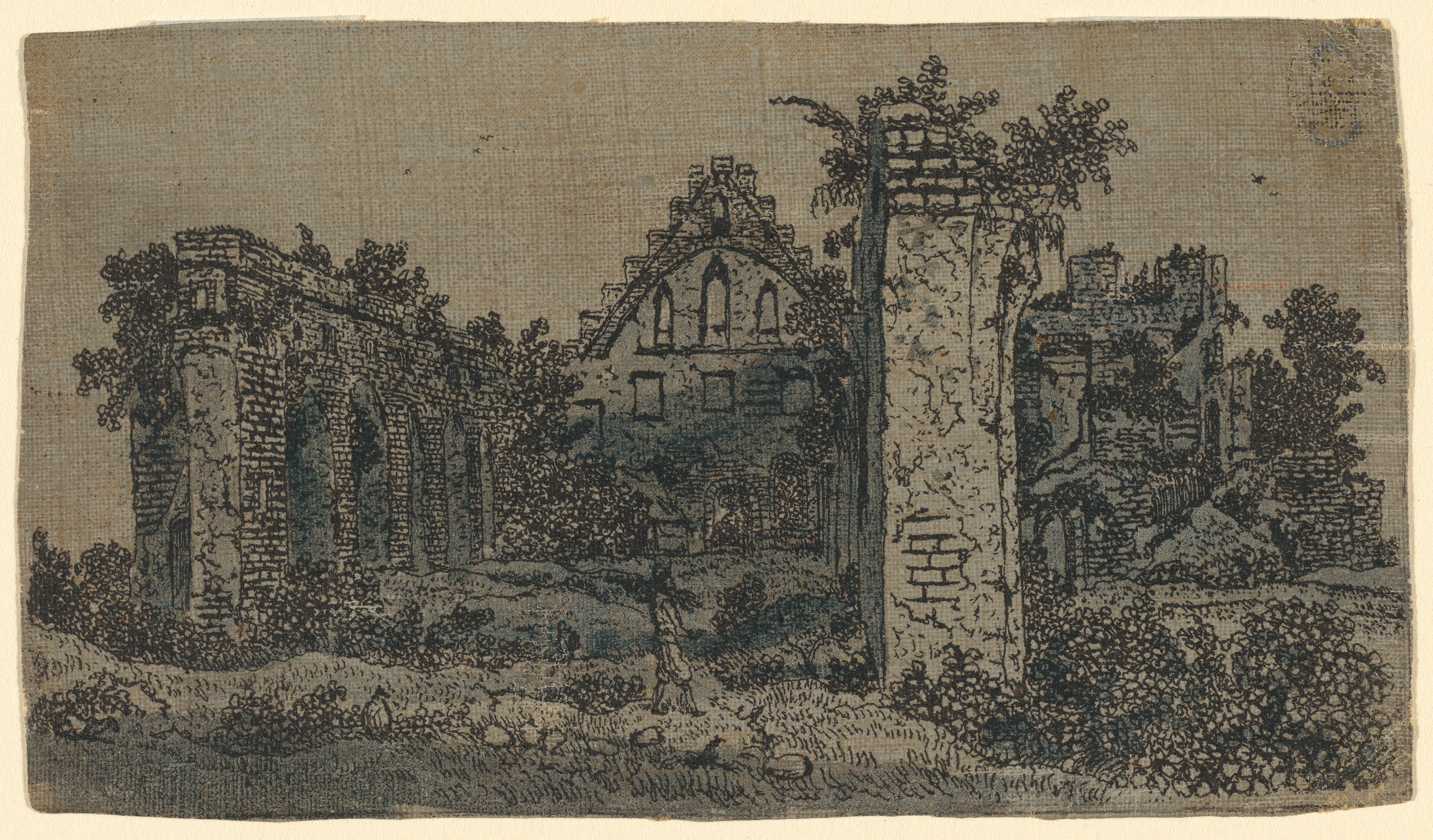
Руины аббатства Рейнсбург. Офорт, печать на грунтованную льняную ткань, раскраска акварелью. Национальная галерея искусства, Вашингтон
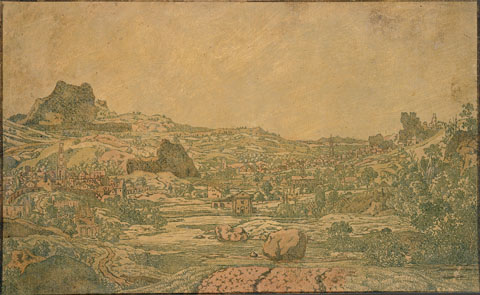
Город с четырьмя башнями. Ок. 1631. Офорт, печать на шерстяной ткани, раскраска кистью. Художественный музей Цинциннати, Огайо, США
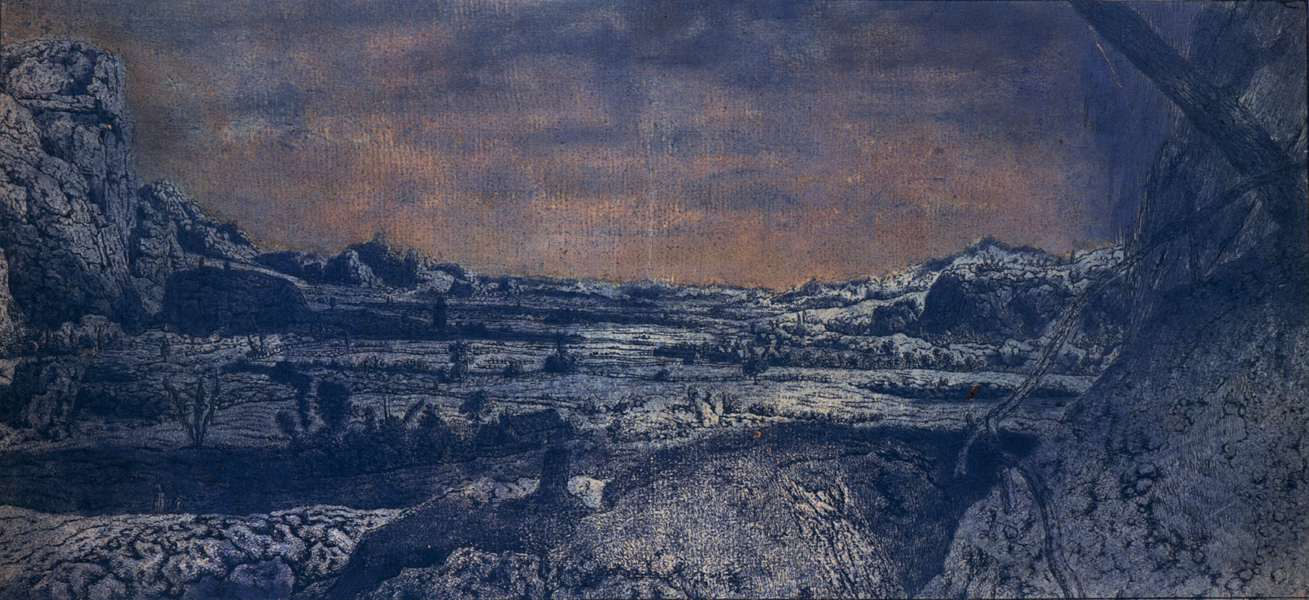
Горная долина с огороженными полями. Между 1615 и 1630. Офорт, сухая игла, раскраска цветными чернилами. Рейксмюсеум, Амстердам
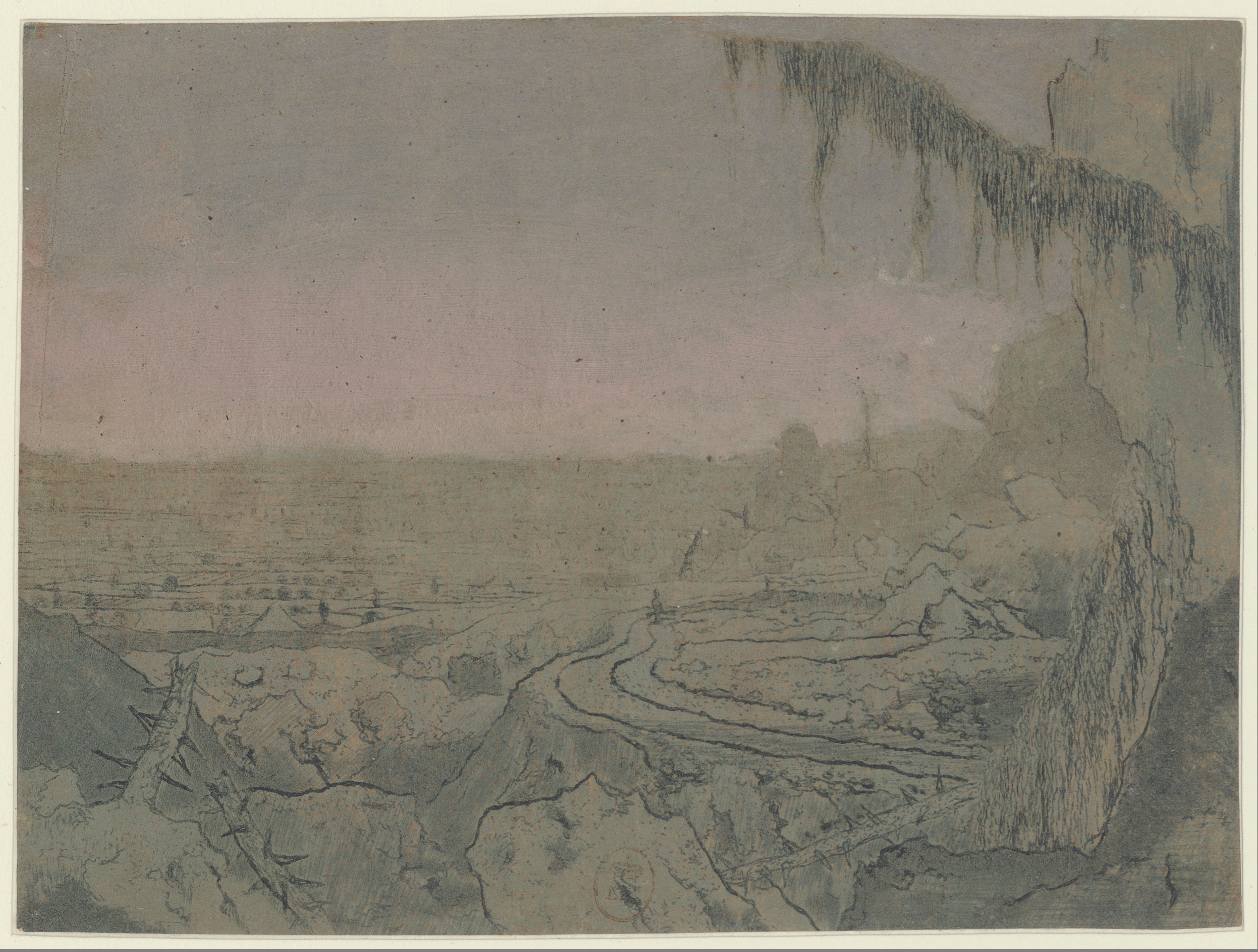
Пейзаж с еловой веткой. Ок. 1638. Офорт, тонированная бумага, раскраска